# La Vie drôle

La Vie drôle est une série de films réalisés par Louis Feuillade entre 1913 et 1914.

## Liste des films
- 1913 : Les Millions de la bonne
- 1913 : La Momie
- 1914 : L'Illustre Mâchefer
- 1914 : Les Somnambules
- 1914 : L'Hôtel de la gare
- 1914 : Le Jocond
- 1914 : Le gendarme est sans culotte
- 1914 : Tu n'épouseras jamais un avocat